# СИГНА

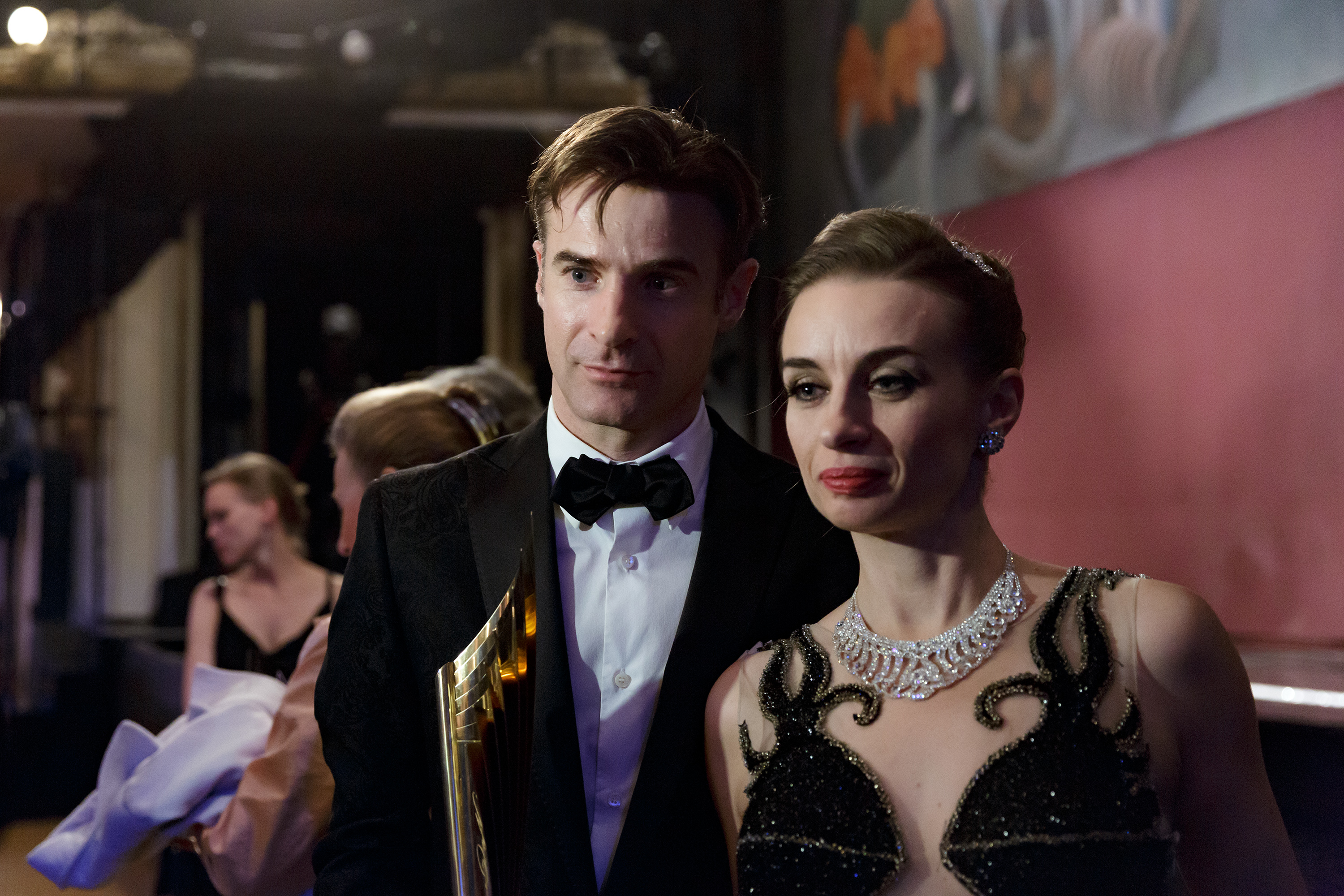
Сигна и Артур Кёстлер на вручении премии Nestroy-Verleihung 2016 (Австрия)

СИГНА (дат. SIGNA) — театральная компания из Копенгагена, созданная в 2001 году датским художником и перформером Сигной Кёстлер и австрийским актёром и перформером Артуром Кёстлером.
Театральный критик и главный редактор журнала «Театр.» Марина Давыдова называет проекты СИГНЫ «едва ли не самым интересным в современном театре». Лучше всего их проекты можно описать как перформативные инсталляции. Каждая их работа сайт-специфична и исполняется в нетрадиционных художественных пространствах.

## О перформансах SIGNA
Существует несколько концептуальных и структурных качеств, которые объединяют все работы SIGNA. Эти компоненты можно увидеть в более ранних работах Сигны Серенсен (ныне Кестлер) в 2001–2004 годах, которые сейчас расширились по объему и стали определяющими для творчества и эстетики коллектива SIGNA. Продолжительность выступлений SIGNA варьируется от 6 до 250 часов без перерыва. Это позволяет разрабатывать сложные, запутанные и подробные истории, а также дает достаточно времени членам аудитории, чтобы привыкнуть и проникнуть в систему изображаемого мира и выстроить правдоподобную импровизацию.

Созданный датской художницей Сигной Кестлер и австрийским медиахудожником Артуром Кестлером театр знаменит проектами, связанными с определением границ тела и насилия. Некоторые перформансы длились более 250 часов – например, приглашенная на Берлинские театральные встречи постановка кельнского драмтеатра «Видение Марты Рубин». Ради нее с берегов Рейна перевезли деревню из 21 дома, к ним в Берлине добавили еще семь

### Визуальная эстетика
Визуальная эстетика SIGNA, хотя и неуловима в своей хронологии, имеет отношение к различным местам и историческим периодам. Некоторые инсталляции несут отголоски постсоветских институциональных пространств, цыганских лагерей, неоднозначных бюрократических или научных экспериментов. Многие включают в себя последствия загадочного и неизвестного внешнего мира экономической борьбы, политических беспорядков и насилия со стороны боевиков. Эти темы, развивающиеся в разных работах компании SIGNA, а также использование и повторное использование похожих предметов, декора, костюма и различной одежды, оказывают многоуровневое влияние на память посетителя. Аудитория, которая видела несколько представлений SIGNA, начинает осознавать или испытывать чувство ностальгии по отношению к вымышленной среде, с которой они столкнулись. Эти объекты и чувственные впечатления превращаются в одно общее независимое воспоминание, которое на подсознательном уровне внушается как SIGNA.

Все пространство перформанса,  все три этажа большого и совершенно заброшенного прежде дома, все квартиры в буквальном смысле обжиты, отремонтированы и обставлены руками Сигны, которую называют пионером иммерсивного театра, создающего автономный мир, который зритель  может исследовать и изучать  совершенно самостоятельно

## Позиция зрителя в проектах SIGNA
В сотрудничестве с командой международных участников, члены-основатели SIGNA выступают в условиях полного погружения. Инсталляция строится на взаимодействии хорошо знакомых архетипов, импровизации и тщательно продуманного визуального ландшафта. SIGNA исследует модели власти и периоды деградации, судьбы, идентичности и желания. Зрителям предлагается не только изучать эти инсталляции, но и взаимодействовать с ними и, в некоторых случаях, воздействовать на них.
За редким исключением, в выступлениях SIGNA нет физической границы между исполнителем и аудиторией. Зритель — представитель повседневной жизни, поглощающий все визуальные, слуховые и тактильные сигналы в окружающей среде — приглашается к участию в происходящем. Сенсорный дизайн каждого проекта продуман до мельчайших деталей, чтобы усилить уровень вовлечения. Например, зрители часто участвуют в приготовлении и употреблении пищи, помогают выполнять домашние обязанности и процедуры по гигиене, участвуют в различных ритуалах, продуманных исполнителями.

###### О спектакле «Мы собаки»
«Мы собаки» тоже посвящен исследованию границ тела, страхам и человеческим комплексам. Публика может кормить собак (их играют актеры в ошейниках), гладить их и ласкать. Если учесть, что в роли иных питомцев симпатичные девушки топлесс, провокация привлекает – пока не встретишь диких собак, агрессивных и злобных. Заходить в их клетку рекомендуется с электрошокером, оружие выдают всем, но мало кто его применяет. В финале зритель подписывает договор о вечной дружбе с собаками, оставляет номер своего телефона и адрес. При желании можно встретиться с актерами на неделе, сходить в кафе или погулять в парке

## Работы

### В театре
- 2001–2002: "The Twin Life Project"
- 2003: "Night Finder I"
- 2003–2008: "The Games"
- 2004: "57 Beds"
- 2004: "Secret Girl"
- 2005: "The Black Rose Trick"
- 2006: "The Silvana Experiment"
- 2006: "Seven Tales of Misery"
- 2007: "Die Erscheinungen der Martha Rubin"
- 2007–2008: "The Dorine Chaikin Trilogy"
- 2008: "Die Erscheinungen der Martha Rubin"
- 2009: "Die Hades Fraktur"
- 2009: "Germania Song"
- 2010: "Salò"
- 2011: "Die Hundsprozesse"
- 2011: "Das ehemalige Haus"
- 2011: "Bleier Research, Inc"
- 2013: "Club Inferno"
- 2013/2014: "Schwarze Augen, Maria"
- 2014: "Ventestedet"
- 2015: "Feberhavnen"
- 2015: "Söhne & Söhne"
- 2016: "Wir Hunde/Us Dogs"
- 2017: "Das Heuvolk"
- 2017: "Das halbe Leid"
- 2019: «Открытое сердце»

### В кино
- "Circle of Mania"
- "Hundsprozesse Zi.102-128"

### Готовится к постановке
- 2019: «Игрушки» / "Playthings": совместная постановка с фестивалем «Новый Европейский театр» (Москва, Россия)

## Награды
- 2005: Приз "Malmö-Lundapriset" за спектакль «Уловка черной розы»
- 2006: Номинация спектакля «Семь рассказов о несчастьях» на награду "Reumert"
- 2007: «Институт Дорина Чайкина» — спектакль года по версии журнала «Зитта»
- 2007: Номинация спектакля «Институт Дорина Чайкина» на лучшее сценическое оформление года в театре
- 2007: Номинация спектакля «Видения Марты Рубин» на лучшее сценическое оформление года в театре
- 2016: Театральная награда "Nestroy" — спец. приз для спектакля "Мы собаки"
- 2016: Театральная премия «Гамбург» — выдающийся дизайн сцены